# Lista de regiões geográficas intermediárias e imediatas da Bahia

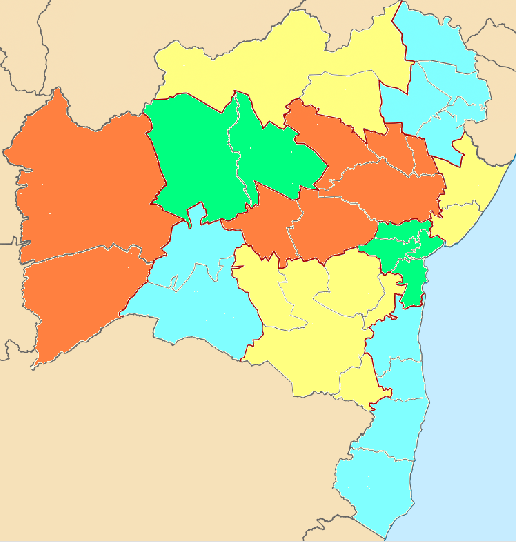
Divisão das regiões intermediárias em vermelho e das imediatas em cinza na Bahia.

Esta é a lista de regiões geográficas intermediárias e imediatas da Bahia, estado brasileiro da Região Nordeste do país. A Bahia é composta por 417 municípios, que estão distribuídos em 34 regiões geográficas imediatas, que por sua vez estão agrupadas em dez regiões geográficas intermediárias, segundo a divisão do Instituto Brasileiro de Geografia e Estatística (IBGE) vigente desde 2017. A primeira seção aborda as regiões geográficas intermediárias e suas respectivas regiões imediatas integrantes, enquanto que a segunda trata das regiões geográficas imediatas e seus respectivos municípios, divididas por regiões intermediárias e ordenadas pela codificação do IBGE.
As regiões geográficas intermediárias foram apresentadas em 2017, com a atualização da divisão regional do Brasil, e correspondem a uma revisão das antigas mesorregiões, que estavam em vigor desde a divisão de 1989. As regiões geográficas imediatas, por sua vez, substituíram as microrregiões. Na divisão vigente até 2017, os municípios do estado estavam distribuídos em 32 microrregiões e sete mesorregiões, segundo o IBGE.

## Regiões geográficas intermediárias
| Região geográfica intermediária | Código | Número de municípios | Região geográfica imediata | Código | Número de municípios |
| ------------------------------- | ------ | -------------------- | -------------------------- | ------ | -------------------- |
| Salvador                        | 2901   | 33                   | Salvador                   | 290001 | 16                   |
| Salvador                        | 2901   | 33                   | Alagoinhas                 | 290002 | 17                   |
| Santo Antônio de Jesus          | 2902   | 41                   | Santo Antônio de Jesus     | 290003 | 14                   |
| Santo Antônio de Jesus          | 2902   | 41                   | Cruz das Almas             | 290004 | 12                   |
| Santo Antônio de Jesus          | 2902   | 41                   | Valença                    | 290005 | 8                    |
| Santo Antônio de Jesus          | 2902   | 41                   | Nazaré-Maragogipe          | 290006 | 7                    |
| Ilhéus-Itabuna                  | 2903   | 51                   | Ilhéus-Itabuna             | 290007 | 22                   |
| Ilhéus-Itabuna                  | 2903   | 51                   | Teixeira de Freitas        | 290008 | 13                   |
| Ilhéus-Itabuna                  | 2903   | 51                   | Eunápolis-Porto Seguro     | 290009 | 8                    |
| Ilhéus-Itabuna                  | 2903   | 51                   | Camacan                    | 290010 | 8                    |
| Vitória da Conquista            | 2904   | 77                   | Vitória da Conquista       | 290011 | 30                   |
| Vitória da Conquista            | 2904   | 77                   | Jequié                     | 290012 | 16                   |
| Vitória da Conquista            | 2904   | 77                   | Brumado                    | 290013 | 12                   |
| Vitória da Conquista            | 2904   | 77                   | Ipiaú                      | 290014 | 13                   |
| Vitória da Conquista            | 2904   | 77                   | Itapetinga                 | 290015 | 6                    |
| Guanambi                        | 2905   | 31                   | Guanambi                   | 290016 | 24                   |
| Guanambi                        | 2905   | 31                   | Bom Jesus da Lapa          | 290017 | 7                    |
| Barreiras                       | 2906   | 24                   | Barreiras                  | 290018 | 17                   |
| Barreiras                       | 2906   | 24                   | Santa Maria da Vitória     | 290019 | 7                    |
| Irecê                           | 2907   | 29                   | Irecê                      | 290020 | 19                   |
| Irecê                           | 2907   | 29                   | Xique-Xique-Barra          | 290021 | 10                   |
| Juazeiro                        | 2908   | 18                   | Juazeiro                   | 290022 | 9                    |
| Juazeiro                        | 2908   | 18                   | Senhor do Bonfim           | 290023 | 9                    |
| Paulo Afonso                    | 2909   | 30                   | Paulo Afonso               | 290024 | 7                    |
| Paulo Afonso                    | 2909   | 30                   | Ribeira do Pombal          | 290025 | 7                    |
| Paulo Afonso                    | 2909   | 30                   | Euclides da Cunha          | 290026 | 5                    |
| Paulo Afonso                    | 2909   | 30                   | Cícero Dantas              | 290027 | 6                    |
| Paulo Afonso                    | 2909   | 30                   | Jeremoabo                  | 290028 | 5                    |
| Feira de Santana                | 2910   | 83                   | Feira de Santana           | 290029 | 33                   |
| Feira de Santana                | 2910   | 83                   | Jacobina                   | 290030 | 16                   |
| Feira de Santana                | 2910   | 83                   | Itaberaba                  | 290031 | 12                   |
| Feira de Santana                | 2910   | 83                   | Conceição do Coité         | 290032 | 7                    |
| Feira de Santana                | 2910   | 83                   | Serrinha                   | 290033 | 5                    |
| Feira de Santana                | 2910   | 83                   | Seabra                     | 290034 | 10                   |

## Regiões geográficas imediatas por regiões intermediárias

### Salvador
| Região geográfica imediata | Código | Municípios             |
| -------------------------- | ------ | ---------------------- |
| Salvador                   | 290001 | Camaçari               |
| Salvador                   | 290001 | Candeias               |
| Salvador                   | 290001 | Catu                   |
| Salvador                   | 290001 | Dias d'Ávila           |
| Salvador                   | 290001 | Itanagra               |
| Salvador                   | 290001 | Lauro de Freitas       |
| Salvador                   | 290001 | Madre de Deus          |
| Salvador                   | 290001 | Mata de São João       |
| Salvador                   | 290001 | Pojuca                 |
| Salvador                   | 290001 | Salvador               |
| Salvador                   | 290001 | Santo Amaro            |
| Salvador                   | 290001 | São Francisco do Conde |
| Salvador                   | 290001 | São Sebastião do Passé |
| Salvador                   | 290001 | Saubara                |
| Salvador                   | 290001 | Simões Filho           |
| Salvador                   | 290001 | Terra Nova             |
| Alagoinhas                 | 290002 | Acajutiba              |
| Alagoinhas                 | 290002 | Alagoinhas             |
| Alagoinhas                 | 290002 | Aporá                  |
| Alagoinhas                 | 290002 | Araçás                 |
| Alagoinhas                 | 290002 | Aramari                |
| Alagoinhas                 | 290002 | Cardeal da Silva       |
| Alagoinhas                 | 290002 | Conde                  |
| Alagoinhas                 | 290002 | Crisópolis             |
| Alagoinhas                 | 290002 | Entre Rios             |
| Alagoinhas                 | 290002 | Esplanada              |
| Alagoinhas                 | 290002 | Inhambupe              |
| Alagoinhas                 | 290002 | Itapicuru              |
| Alagoinhas                 | 290002 | Jandaíra               |
| Alagoinhas                 | 290002 | Pedrão                 |
| Alagoinhas                 | 290002 | Rio Real               |
| Alagoinhas                 | 290002 | Sátiro Dias            |
| Alagoinhas                 | 290002 | Teodoro Sampaio        |

### Santo Antônio de Jesus
| Região geográfica imediata | Código | Municípios                |
| -------------------------- | ------ | ------------------------- |
| Santo Antônio de Jesus     | 290003 | Amargosa                  |
| Santo Antônio de Jesus     | 290003 | Brejões                   |
| Santo Antônio de Jesus     | 290003 | Dom Macedo Costa          |
| Santo Antônio de Jesus     | 290003 | Elísio Medrado            |
| Santo Antônio de Jesus     | 290003 | Jiquiriçá                 |
| Santo Antônio de Jesus     | 290003 | Laje                      |
| Santo Antônio de Jesus     | 290003 | Milagres                  |
| Santo Antônio de Jesus     | 290003 | Muniz Ferreira            |
| Santo Antônio de Jesus     | 290003 | Mutuípe                   |
| Santo Antônio de Jesus     | 290003 | Nova Itarana              |
| Santo Antônio de Jesus     | 290003 | Santo Antônio de Jesus    |
| Santo Antônio de Jesus     | 290003 | São Miguel das Matas      |
| Santo Antônio de Jesus     | 290003 | Ubaíra                    |
| Santo Antônio de Jesus     | 290003 | Varzedo                   |
| Cruz das Almas             | 290004 | Cabaceiras do Paraguaçu   |
| Cruz das Almas             | 290004 | Cachoeira                 |
| Cruz das Almas             | 290004 | Castro Alves              |
| Cruz das Almas             | 290004 | Conceição do Almeida      |
| Cruz das Almas             | 290004 | Cruz das Almas            |
| Cruz das Almas             | 290004 | Governador Mangabeira     |
| Cruz das Almas             | 290004 | Itatim                    |
| Cruz das Almas             | 290004 | Muritiba                  |
| Cruz das Almas             | 290004 | Santa Teresinha           |
| Cruz das Almas             | 290004 | São Felipe                |
| Cruz das Almas             | 290004 | São Félix                 |
| Cruz das Almas             | 290004 | Sapeaçu                   |
| Valença                    | 290005 | Cairu                     |
| Valença                    | 290005 | Camamu                    |
| Valença                    | 290005 | Igrapiúna                 |
| Valença                    | 290005 | Ituberá                   |
| Valença                    | 290005 | Nilo Peçanha              |
| Valença                    | 290005 | Presidente Tancredo Neves |
| Valença                    | 290005 | Taperoá                   |
| Valença                    | 290005 | Valença                   |
| Nazaré-Maragogipe          | 290006 | Aratuípe                  |
| Nazaré-Maragogipe          | 290006 | Itaparica                 |
| Nazaré-Maragogipe          | 290006 | Jaguaripe                 |
| Nazaré-Maragogipe          | 290006 | Maragogipe                |
| Nazaré-Maragogipe          | 290006 | Nazaré                    |
| Nazaré-Maragogipe          | 290006 | Salinas da Margarida      |
| Nazaré-Maragogipe          | 290006 | Vera Cruz                 |

### Ilhéus-Itabuna
| Região geográfica imediata | Código | Municípios            |
| -------------------------- | ------ | --------------------- |
| Ilhéus-Itabuna             | 290007 | Almadina              |
| Ilhéus-Itabuna             | 290007 | Aurelino Leal         |
| Ilhéus-Itabuna             | 290007 | Barro Preto           |
| Ilhéus-Itabuna             | 290007 | Buerarema             |
| Ilhéus-Itabuna             | 290007 | Coaraci               |
| Ilhéus-Itabuna             | 290007 | Firmino Alves         |
| Ilhéus-Itabuna             | 290007 | Floresta Azul         |
| Ilhéus-Itabuna             | 290007 | Ibicaraí              |
| Ilhéus-Itabuna             | 290007 | Ibicuí                |
| Ilhéus-Itabuna             | 290007 | Ibirapitanga          |
| Ilhéus-Itabuna             | 290007 | Ilhéus                |
| Ilhéus-Itabuna             | 290007 | Itabuna               |
| Ilhéus-Itabuna             | 290007 | Itacaré               |
| Ilhéus-Itabuna             | 290007 | Itaju do Colônia      |
| Ilhéus-Itabuna             | 290007 | Itajuípe              |
| Ilhéus-Itabuna             | 290007 | Itapé                 |
| Ilhéus-Itabuna             | 290007 | Itapitanga            |
| Ilhéus-Itabuna             | 290007 | Maraú                 |
| Ilhéus-Itabuna             | 290007 | Santa Cruz da Vitória |
| Ilhéus-Itabuna             | 290007 | São José da Vitória   |
| Ilhéus-Itabuna             | 290007 | Ubaitaba              |
| Ilhéus-Itabuna             | 290007 | Uruçuca               |
| Teixeira de Freitas        | 290008 | Alcobaça              |
| Teixeira de Freitas        | 290008 | Caravelas             |
| Teixeira de Freitas        | 290008 | Ibirapuã              |
| Teixeira de Freitas        | 290008 | Itamaraju             |
| Teixeira de Freitas        | 290008 | Itanhém               |
| Teixeira de Freitas        | 290008 | Jucuruçu              |
| Teixeira de Freitas        | 290008 | Lajedão               |
| Teixeira de Freitas        | 290008 | Medeiros Neto         |
| Teixeira de Freitas        | 290008 | Mucuri                |
| Teixeira de Freitas        | 290008 | Nova Viçosa           |
| Teixeira de Freitas        | 290008 | Prado                 |
| Teixeira de Freitas        | 290008 | Teixeira de Freitas   |
| Teixeira de Freitas        | 290008 | Vereda                |
| Eunápolis-Porto Seguro     | 290009 | Belmonte              |
| Eunápolis-Porto Seguro     | 290009 | Eunápolis             |
| Eunápolis-Porto Seguro     | 290009 | Guaratinga            |
| Eunápolis-Porto Seguro     | 290009 | Itabela               |
| Eunápolis-Porto Seguro     | 290009 | Itagimirim            |
| Eunápolis-Porto Seguro     | 290009 | Itapebi               |
| Eunápolis-Porto Seguro     | 290009 | Porto Seguro          |
| Eunápolis-Porto Seguro     | 290009 | Santa Cruz Cabrália   |
| Camacan                    | 290010 | Arataca               |
| Camacan                    | 290010 | Camacan               |
| Camacan                    | 290010 | Canavieiras           |
| Camacan                    | 290010 | Jussari               |
| Camacan                    | 290010 | Mascote               |
| Camacan                    | 290010 | Pau Brasil            |
| Camacan                    | 290010 | Santa Luzia           |
| Camacan                    | 290010 | Una                   |

### Vitória da Conquista
| Região geográfica imediata | Código | Municípios                  |
| -------------------------- | ------ | --------------------------- |
| Vitória da Conquista       | 290011 | Anagé                       |
| Vitória da Conquista       | 290011 | Barra da Estiva             |
| Vitória da Conquista       | 290011 | Barra do Choça              |
| Vitória da Conquista       | 290011 | Belo Campo                  |
| Vitória da Conquista       | 290011 | Boa Nova                    |
| Vitória da Conquista       | 290011 | Bom Jesus da Serra          |
| Vitória da Conquista       | 290011 | Caatiba                     |
| Vitória da Conquista       | 290011 | Caetanos                    |
| Vitória da Conquista       | 290011 | Cândido Sales               |
| Vitória da Conquista       | 290011 | Caraíbas                    |
| Vitória da Conquista       | 290011 | Condeúba                    |
| Vitória da Conquista       | 290011 | Contendas do Sincorá        |
| Vitória da Conquista       | 290011 | Cordeiros                   |
| Vitória da Conquista       | 290011 | Encruzilhada                |
| Vitória da Conquista       | 290011 | Ibicoara                    |
| Vitória da Conquista       | 290011 | Iguaí                       |
| Vitória da Conquista       | 290011 | Iramaia                     |
| Vitória da Conquista       | 290011 | Itambé                      |
| Vitória da Conquista       | 290011 | Ituaçu                      |
| Vitória da Conquista       | 290011 | Maetinga                    |
| Vitória da Conquista       | 290011 | Mirante                     |
| Vitória da Conquista       | 290011 | Nova Canaã                  |
| Vitória da Conquista       | 290011 | Piripá                      |
| Vitória da Conquista       | 290011 | Planalto                    |
| Vitória da Conquista       | 290011 | Poções                      |
| Vitória da Conquista       | 290011 | Presidente Jânio Quadros    |
| Vitória da Conquista       | 290011 | Ribeirão do Largo           |
| Vitória da Conquista       | 290011 | Tanhaçu                     |
| Vitória da Conquista       | 290011 | Tremedal                    |
| Vitória da Conquista       | 290011 | Vitória da Conquista        |
| Jequié                     | 290012 | Aiquara                     |
| Jequié                     | 290012 | Apuarema                    |
| Jequié                     | 290012 | Cravolândia                 |
| Jequié                     | 290012 | Irajuba                     |
| Jequié                     | 290012 | Itagi                       |
| Jequié                     | 290012 | Itaquara                    |
| Jequié                     | 290012 | Itiruçu                     |
| Jequié                     | 290012 | Jaguaquara                  |
| Jequié                     | 290012 | Jequié                      |
| Jequié                     | 290012 | Jitaúna                     |
| Jequié                     | 290012 | Lafaiete Coutinho           |
| Jequié                     | 290012 | Lagedo do Tabocal           |
| Jequié                     | 290012 | Manoel Vitorino             |
| Jequié                     | 290012 | Maracás                     |
| Jequié                     | 290012 | Planaltino                  |
| Jequié                     | 290012 | Santa Inês                  |
| Brumado                    | 290013 | Abaíra                      |
| Brumado                    | 290013 | Aracatu                     |
| Brumado                    | 290013 | Brumado                     |
| Brumado                    | 290013 | Caturama                    |
| Brumado                    | 290013 | Dom Basílio                 |
| Brumado                    | 290013 | Érico Cardoso               |
| Brumado                    | 290013 | Jussiape                    |
| Brumado                    | 290013 | Livramento de Nossa Senhora |
| Brumado                    | 290013 | Malhada de Pedras           |
| Brumado                    | 290013 | Paramirim                   |
| Brumado                    | 290013 | Rio de Contas               |
| Brumado                    | 290013 | Rio do Pires                |
| Ipiaú                      | 290014 | Barra do Rocha              |
| Ipiaú                      | 290014 | Dário Meira                 |
| Ipiaú                      | 290014 | Gandu                       |
| Ipiaú                      | 290014 | Gongogi                     |
| Ipiaú                      | 290014 | Ibirataia                   |
| Ipiaú                      | 290014 | Ipiaú                       |
| Ipiaú                      | 290014 | Itagibá                     |
| Ipiaú                      | 290014 | Itamari                     |
| Ipiaú                      | 290014 | Nova Ibiá                   |
| Ipiaú                      | 290014 | Piraí do Norte              |
| Ipiaú                      | 290014 | Teolândia                   |
| Ipiaú                      | 290014 | Ubatã                       |
| Ipiaú                      | 290014 | Wenceslau Guimarães         |
| Itapetinga                 | 290015 | Itapetinga                  |
| Itapetinga                 | 290015 | Itarantim                   |
| Itapetinga                 | 290015 | Itororó                     |
| Itapetinga                 | 290015 | Macarani                    |
| Itapetinga                 | 290015 | Maiquinique                 |
| Itapetinga                 | 290015 | Potiraguá                   |

### Guanambi
| Região geográfica imediata | Código | Municípios            |
| -------------------------- | ------ | --------------------- |
| Guanambi                   | 290016 | Botuporã              |
| Guanambi                   | 290016 | Caculé                |
| Guanambi                   | 290016 | Caetité               |
| Guanambi                   | 290016 | Candiba               |
| Guanambi                   | 290016 | Carinhanha            |
| Guanambi                   | 290016 | Feira da Mata         |
| Guanambi                   | 290016 | Guajeru               |
| Guanambi                   | 290016 | Guanambi              |
| Guanambi                   | 290016 | Ibiassucê             |
| Guanambi                   | 290016 | Igaporã               |
| Guanambi                   | 290016 | Iuiú                  |
| Guanambi                   | 290016 | Jacaraci              |
| Guanambi                   | 290016 | Lagoa Real            |
| Guanambi                   | 290016 | Licínio de Almeida    |
| Guanambi                   | 290016 | Malhada               |
| Guanambi                   | 290016 | Matina                |
| Guanambi                   | 290016 | Mortugaba             |
| Guanambi                   | 290016 | Palmas de Monte Alto  |
| Guanambi                   | 290016 | Pindaí                |
| Guanambi                   | 290016 | Riacho de Santana     |
| Guanambi                   | 290016 | Rio do Antônio        |
| Guanambi                   | 290016 | Sebastião Laranjeiras |
| Guanambi                   | 290016 | Tanque Novo           |
| Guanambi                   | 290016 | Urandi                |
| Bom Jesus da Lapa          | 290017 | Bom Jesus da Lapa     |
| Bom Jesus da Lapa          | 290017 | Boquira               |
| Bom Jesus da Lapa          | 290017 | Ibipitanga            |
| Bom Jesus da Lapa          | 290017 | Macaúbas              |
| Bom Jesus da Lapa          | 290017 | Paratinga             |
| Bom Jesus da Lapa          | 290017 | Serra do Ramalho      |
| Bom Jesus da Lapa          | 290017 | Sítio do Mato         |

### Barreiras
| Região geográfica imediata | Código | Municípios             |
| -------------------------- | ------ | ---------------------- |
| Barreiras                  | 290018 | Angical                |
| Barreiras                  | 290018 | Baianópolis            |
| Barreiras                  | 290018 | Barreiras              |
| Barreiras                  | 290018 | Brejolândia            |
| Barreiras                  | 290018 | Catolândia             |
| Barreiras                  | 290018 | Cotegipe               |
| Barreiras                  | 290018 | Cristópolis            |
| Barreiras                  | 290018 | Formosa do Rio Preto   |
| Barreiras                  | 290018 | Luís Eduardo Magalhães |
| Barreiras                  | 290018 | Mansidão               |
| Barreiras                  | 290018 | Riachão das Neves      |
| Barreiras                  | 290018 | Santa Rita de Cássia   |
| Barreiras                  | 290018 | Santana                |
| Barreiras                  | 290018 | São Desidério          |
| Barreiras                  | 290018 | Serra Dourada          |
| Barreiras                  | 290018 | Tabocas do Brejo Velho |
| Barreiras                  | 290018 | Wanderley              |
| Santa Maria da Vitória     | 290019 | Canápolis              |
| Santa Maria da Vitória     | 290019 | Cocos                  |
| Santa Maria da Vitória     | 290019 | Coribe                 |
| Santa Maria da Vitória     | 290019 | Correntina             |
| Santa Maria da Vitória     | 290019 | Jaborandi              |
| Santa Maria da Vitória     | 290019 | Santa Maria da Vitória |
| Santa Maria da Vitória     | 290019 | São Félix do Coribe    |

### Irecê
| Região geográfica imediata | Código | Municípios              |
| -------------------------- | ------ | ----------------------- |
| Irecê                      | 290020 | América Dourada         |
| Irecê                      | 290020 | Barra do Mendes         |
| Irecê                      | 290020 | Barro Alto              |
| Irecê                      | 290020 | Bonito                  |
| Irecê                      | 290020 | Cafarnaum               |
| Irecê                      | 290020 | Canarana                |
| Irecê                      | 290020 | Central                 |
| Irecê                      | 290020 | Ibipeba                 |
| Irecê                      | 290020 | Ibititá                 |
| Irecê                      | 290020 | Irecê                   |
| Irecê                      | 290020 | Itaguaçu da Bahia       |
| Irecê                      | 290020 | João Dourado            |
| Irecê                      | 290020 | Jussara                 |
| Irecê                      | 290020 | Lapão                   |
| Irecê                      | 290020 | Morro do Chapéu         |
| Irecê                      | 290020 | Mulungu do Morro        |
| Irecê                      | 290020 | Presidente Dutra        |
| Irecê                      | 290020 | São Gabriel             |
| Irecê                      | 290020 | Uibaí                   |
| Xique-Xique-Barra          | 290021 | Barra                   |
| Xique-Xique-Barra          | 290021 | Brotas de Macaúbas      |
| Xique-Xique-Barra          | 290021 | Buritirama              |
| Xique-Xique-Barra          | 290021 | Gentio do Ouro          |
| Xique-Xique-Barra          | 290021 | Ibotirama               |
| Xique-Xique-Barra          | 290021 | Ipupiara                |
| Xique-Xique-Barra          | 290021 | Morpará                 |
| Xique-Xique-Barra          | 290021 | Muquém do São Francisco |
| Xique-Xique-Barra          | 290021 | Oliveira dos Brejinhos  |
| Xique-Xique-Barra          | 290021 | Xique-Xique             |

### Juazeiro
| Região geográfica imediata | Código | Municípios              |
| -------------------------- | ------ | ----------------------- |
| Juazeiro                   | 290022 | Campo Alegre de Lourdes |
| Juazeiro                   | 290022 | Casa Nova               |
| Juazeiro                   | 290022 | Curaçá                  |
| Juazeiro                   | 290022 | Juazeiro                |
| Juazeiro                   | 290022 | Pilão Arcado            |
| Juazeiro                   | 290022 | Remanso                 |
| Juazeiro                   | 290022 | Sento Sé                |
| Juazeiro                   | 290022 | Sobradinho              |
| Juazeiro                   | 290022 | Uauá                    |
| Senhor do Bonfim           | 290023 | Andorinha               |
| Senhor do Bonfim           | 290023 | Antônio Gonçalves       |
| Senhor do Bonfim           | 290023 | Campo Formoso           |
| Senhor do Bonfim           | 290023 | Filadélfia              |
| Senhor do Bonfim           | 290023 | Itiúba                  |
| Senhor do Bonfim           | 290023 | Jaguarari               |
| Senhor do Bonfim           | 290023 | Pindobaçu               |
| Senhor do Bonfim           | 290023 | Ponto Novo              |
| Senhor do Bonfim           | 290023 | Senhor do Bonfim        |

### Paulo Afonso
| Região geográfica imediata | Código | Municípios        |
| -------------------------- | ------ | ----------------- |
| Paulo Afonso               | 290024 | Abaré             |
| Paulo Afonso               | 290024 | Chorrochó         |
| Paulo Afonso               | 290024 | Glória            |
| Paulo Afonso               | 290024 | Macururé          |
| Paulo Afonso               | 290024 | Paulo Afonso      |
| Paulo Afonso               | 290024 | Rodelas           |
| Paulo Afonso               | 290024 | Santa Brígida     |
| Ribeira do Pombal          | 290025 | Banzaê            |
| Ribeira do Pombal          | 290025 | Cipó              |
| Ribeira do Pombal          | 290025 | Nova Soure        |
| Ribeira do Pombal          | 290025 | Olindina          |
| Ribeira do Pombal          | 290025 | Ribeira do Amparo |
| Ribeira do Pombal          | 290025 | Ribeira do Pombal |
| Ribeira do Pombal          | 290025 | Tucano            |
| Euclides da Cunha          | 290026 | Cansanção         |
| Euclides da Cunha          | 290026 | Canudos           |
| Euclides da Cunha          | 290026 | Euclides da Cunha |
| Euclides da Cunha          | 290026 | Monte Santo       |
| Euclides da Cunha          | 290026 | Quijingue         |
| Cícero Dantas              | 290027 | Adustina          |
| Cícero Dantas              | 290027 | Antas             |
| Cícero Dantas              | 290027 | Cícero Dantas     |
| Cícero Dantas              | 290027 | Fátima            |
| Cícero Dantas              | 290027 | Heliópolis        |
| Cícero Dantas              | 290027 | Paripiranga       |
| Jeremoabo                  | 290028 | Coronel João Sá   |
| Jeremoabo                  | 290028 | Jeremoabo         |
| Jeremoabo                  | 290028 | Novo Triunfo      |
| Jeremoabo                  | 290028 | Pedro Alexandre   |
| Jeremoabo                  | 290028 | Sítio do Quinto   |

### Feira de Santana
| Região geográfica imediata | Código | Municípios             |
| -------------------------- | ------ | ---------------------- |
| Feira de Santana           | 290029 | Água Fria              |
| Feira de Santana           | 290029 | Amélia Rodrigues       |
| Feira de Santana           | 290029 | Anguera                |
| Feira de Santana           | 290029 | Antônio Cardoso        |
| Feira de Santana           | 290029 | Baixa Grande           |
| Feira de Santana           | 290029 | Candeal                |
| Feira de Santana           | 290029 | Capela do Alto Alegre  |
| Feira de Santana           | 290029 | Conceição da Feira     |
| Feira de Santana           | 290029 | Conceição do Jacuípe   |
| Feira de Santana           | 290029 | Coração de Maria       |
| Feira de Santana           | 290029 | Feira de Santana       |
| Feira de Santana           | 290029 | Gavião                 |
| Feira de Santana           | 290029 | Ichu                   |
| Feira de Santana           | 290029 | Ipecaetá               |
| Feira de Santana           | 290029 | Ipirá                  |
| Feira de Santana           | 290029 | Irará                  |
| Feira de Santana           | 290029 | Lamarão                |
| Feira de Santana           | 290029 | Macajuba               |
| Feira de Santana           | 290029 | Mairi                  |
| Feira de Santana           | 290029 | Mundo Novo             |
| Feira de Santana           | 290029 | Nova Fátima            |
| Feira de Santana           | 290029 | Ouriçangas             |
| Feira de Santana           | 290029 | Pé de Serra            |
| Feira de Santana           | 290029 | Pintadas               |
| Feira de Santana           | 290029 | Rafael Jambeiro        |
| Feira de Santana           | 290029 | Riachão do Jacuípe     |
| Feira de Santana           | 290029 | Santa Bárbara          |
| Feira de Santana           | 290029 | Santanópolis           |
| Feira de Santana           | 290029 | Santo Estêvão          |
| Feira de Santana           | 290029 | São Gonçalo dos Campos |
| Feira de Santana           | 290029 | Serra Preta            |
| Feira de Santana           | 290029 | Tanquinho              |
| Feira de Santana           | 290029 | Várzea da Roça         |
| Jacobina                   | 290030 | Caém                   |
| Jacobina                   | 290030 | Caldeirão Grande       |
| Jacobina                   | 290030 | Capim Grosso           |
| Jacobina                   | 290030 | Jacobina               |
| Jacobina                   | 290030 | Miguel Calmon          |
| Jacobina                   | 290030 | Mirangaba              |
| Jacobina                   | 290030 | Ourolândia             |
| Jacobina                   | 290030 | Piritiba               |
| Jacobina                   | 290030 | Quixabeira             |
| Jacobina                   | 290030 | São José do Jacuípe    |
| Jacobina                   | 290030 | Saúde                  |
| Jacobina                   | 290030 | Serrolândia            |
| Jacobina                   | 290030 | Tapiramutá             |
| Jacobina                   | 290030 | Umburanas              |
| Jacobina                   | 290030 | Várzea do Poço         |
| Jacobina                   | 290030 | Várzea Nova            |
| Itaberaba                  | 290031 | Andaraí                |
| Itaberaba                  | 290031 | Boa Vista do Tupim     |
| Itaberaba                  | 290031 | Iaçu                   |
| Itaberaba                  | 290031 | Ibiquera               |
| Itaberaba                  | 290031 | Itaberaba              |
| Itaberaba                  | 290031 | Itaetê                 |
| Itaberaba                  | 290031 | Lajedinho              |
| Itaberaba                  | 290031 | Marcionílio Souza      |
| Itaberaba                  | 290031 | Nova Redenção          |
| Itaberaba                  | 290031 | Ruy Barbosa            |
| Itaberaba                  | 290031 | Utinga                 |
| Itaberaba                  | 290031 | Wagner                 |
| Conceição do Coité         | 290032 | Conceição do Coité     |
| Conceição do Coité         | 290032 | Nordestina             |
| Conceição do Coité         | 290032 | Queimadas              |
| Conceição do Coité         | 290032 | Retirolândia           |
| Conceição do Coité         | 290032 | Santaluz               |
| Conceição do Coité         | 290032 | São Domingos           |
| Conceição do Coité         | 290032 | Valente                |
| Serrinha                   | 290033 | Araci                  |
| Serrinha                   | 290033 | Barrocas               |
| Serrinha                   | 290033 | Biritinga              |
| Serrinha                   | 290033 | Serrinha               |
| Serrinha                   | 290033 | Teofilândia            |
| Seabra                     | 290034 | Boninal                |
| Seabra                     | 290034 | Ibitiara               |
| Seabra                     | 290034 | Iraquara               |
| Seabra                     | 290034 | Lençóis                |
| Seabra                     | 290034 | Mucugê                 |
| Seabra                     | 290034 | Novo Horizonte         |
| Seabra                     | 290034 | Palmeiras              |
| Seabra                     | 290034 | Piatã                  |
| Seabra                     | 290034 | Seabra                 |
| Seabra                     | 290034 | Souto Soares           |